# Pierre Dmitrienko
Pierre Dmitrienko (Paris 14e, 20 avril 1925 - Paris 11e, 15 avril 1974) est un peintre, graveur et sculpteur français.
Il est le père de l'actrice Ludmila Mikaël et le grand-père de la comédienne Marina Hands.

## Vie et œuvre

### Enfance et jeunesse
Pierre Dmitrienko, né d'une mère grecque pontique de Sébastopol, Marika Yacoustidis, et d'un père soviétique ukrainien Simeon Dmitrienko, ayant fui la guerre civile russe, ne foulera jamais la terre de ses ancêtres, mais sera élevé dans leur culture, leur langue, foi et tradition tout en s'inscrivant totalement dans le paysage français. Très tôt, ce jeune homme aux deux identités fréquente l'école communale de Courbevoie, puis le lycée Pasteur de Neuilly-sur-Seine (où il passe son bac philo en 1943) et, parallèlement, l'école russe d'Asnières. Sa Russie, Dmitrienko l'explore à travers la littérature et la pensée, se créant ainsi un pays mythifié qui l'habitera profondément toute sa vie.
À la fin de la Seconde Guerre mondiale, Pierre Dmitrienko est étudiant en architecture à l'ENSBA à Paris (1944-1946). Cependant, dès 1944, il commence à peindre dans l'atelier de Conrad Kickert (La Haye, 1882 - Paris, 1965), un peintre et critique d'art néerlandais au contact duquel il se débarrasse de la tentation du figuratif et à qui il doit sans doute aussi d'utiles leçons de techniques, l'amour du beau métier et son attachement à Piet Mondrian dans les années 1946-1948 ainsi qu'une bonne connaissance des courants de l'art contemporain qui se manifestent dans la France de l'après-guerre : abstraction lyrique, tachisme, expressionnisme, « art autre », école de Paris et nouvelle école de Paris, art informel. Il se lie d'amitié avec des artistes de sa génération tels François Arnal, Bernard Quentin, Robert Lapoujade, François Morellet, Jean Signovert, Jacques Lanzmann, Serge Rezvani (il partage un temps un atelier avec ces deux derniers).
En 1947, Dmitrienko se marie avec Lilliane Carol, pianiste. La même année naît leur fille Ludmila.
Renonçant assez vite à l'architecture et vivant de travaux alimentaires (décorateur-étalagiste au grand magasin du Printemps de 1951 à 1954, où il rencontrera Peter Knapp), il décide de continuer la peinture. À ses débuts, cherchant sa voie, Dmitrienko ne cache pas son admiration pour certains de ses aînés — Delacroix, Géricault et Goya — mais aussi Serge Poliakoff, André Lanskoy ou Nicolas de Staël, ainsi que pour les icônes des églises orthodoxes. En même temps, il « écoute » (car « l'œil écoute », comme l'écrivait Paul Claudel) d'autres parcours, comme celui du Français Albert Gleizes qui lui montre la voie du cubisme ou, surtout, celui du Suisse Paul Klee qui l'éblouit par ses compositions et jeux de couleurs à la fois éclatées et structurées.

### Premières œuvres

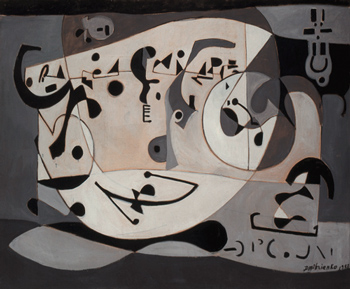
Composition, 1948.

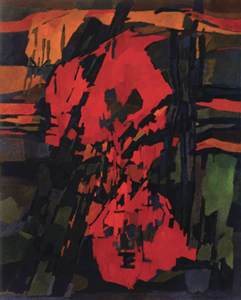
Broceliande, 1955.

Dans la France des années 1950, la tendance dominante en peinture est à l'abstraction. La nouvelle école de Paris, avec Jean Bazaine comme chef de file, regroupe les peintres Maurice Estève, Charles Lapicque, Jean Le Moal, Alfred Manessier, Pierre Tal Coat, entre autres, et elle est soutenue par deux historiens de l’art, Bernard Dorival et Pierre Francastel. Pierre Dmitrienko s’y insère naturellement. En 1948, il fait partie du groupe Mains éblouies qui réunit la plupart des jeunes artistes abstraits et expose à la galerie Maeght. Au sein du groupe, Dmitrienko apporte quelque chose de personnel, un sens du sacré venu, peut-être, de la religion orthodoxe. Plus tard, il nommera certaines de ses toiles Icônes.
Pierre Dmitrienko, comme ses contemporains, refuse une figuration explicite du quotidien. Tout en en rendant compte, il témoigne d’une difficulté à représenter désormais la figure humaine, travaille une gestualité et une matière expressives, une certaine forme de violence formelle et utilise de manière récurrente la couleur noire.
Les Usines de 1952-1953, les Bras-mort, Crucifixion, Port(s), Mines de bauxite de 1954, les Inondation(s), Le Grand Vent, Brocéliande, Monts d’Arrée et Gennevilliers de 1955 en sont les témoignages. Bénéficiant d'un certain succès, présent dans les revues importantes, Cimaise ou Jardin des Arts, l'artiste enchaîne exposition sur exposition.
En 1950, à Lausanne, la galerie de la Paix lui offre, pour la première fois, tout son espace, et il participe, la même année, au Salon de Mai. En 1953 il fait, chez Lucien Durand, sa première exposition personnelle parisienne ; elle sera suivie de deux autres. C'est lors de cette première exposition qu'il rencontre, le soir du vernissage, l'actrice Christiane Lénier qui deviendra sa seconde femme. Puis la galerie de Jacques Massol, soutenue avec efficacité par Bernard Dorival, prendra le relais jusqu’en 1960.

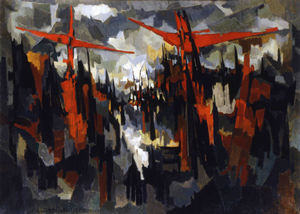
Golgotha, 1954.

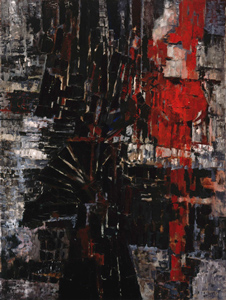
Ferrailles, 1957.

Dmitrienko, alors, voyage. Les « coloris » des lieux, des pays et paysages traversés imprègnent son œuvre. « Peindre n'est pas dépeindre », écrivait Georges Braque et, de fait, dans les œuvres de Dmitrienko, les couleurs prennent le pas sur un réel qu’il déstructure.
Apparaissent les séries des « Forêt », « Forêt en feu », « Forêt pétrifiée », de 1956 et 1958, les « Ferraille » de 1957, les « Carrière », les « Auvergne » et La Nuit de mai de 1958-1959, les « Givre » où il applique en glacis toutes les nuances du blanc. Viennent, en 1959, les « Espagne », qu'il peint avec des accents rouge feu ou, parfois, des lumières plus nuancées, comme pour le Désert rose.

« Ce n'est pas l'aspect d'un paysage individualisé qui fait l'objet de son art, note Bernard Dorival, mais c'est la vie même du monde — un monde qu'il appréhende comme une puissance changeant perpétuellement et en train de se recréer elle-même. Son essence, à ses yeux, c'est son existence. ». »

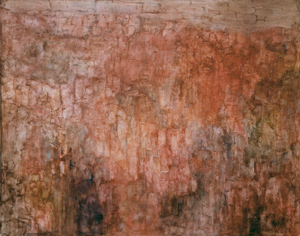
Pas même un serpent, 1959.

À cette époque (1954-1962), Dmitrienko vit à la campagne à proximité de Paris, dans différentes maisons de Nerville-la-Forêt, Dieudonné, et Bois Ricard.
Les galeries accueillent une œuvre dont la critique d’art s’est emparée et les acheteurs suivent. Mais le peintre est également conscient de vivre dans un monde tragique. Lorsque, en 1954 et en 1956, il peint Golgotha puis Gethsémani, deux œuvres majeures, il inscrit, d’une croix sur la surface de ces deux toiles, sa mystique personnelle. Le Camp de la mort, en 1956, montre son besoin de témoigner de la condition humaine. La Barricade, qui est aussi un hommage à Delacroix, Grande banlieue, La Ville, de 1957, sont des œuvres qui, à la fois, historicisent et politisent le motif du paysage.
Cet homme connu pour être si vivant, amateur des plaisirs de l'existence, féru d’équitation et appréciant les longues marches dans la campagne, dévoile là une spiritualité et une morale qui n'ont rien à voir avec les religions même si on peut y voir l'influence d'une mystique chrétienne. Ces années-là sont heureuses.

### Le tournant de 1960

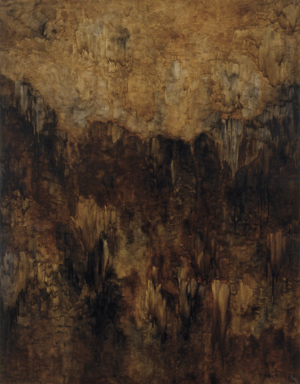
Pluie dorée, 1960.

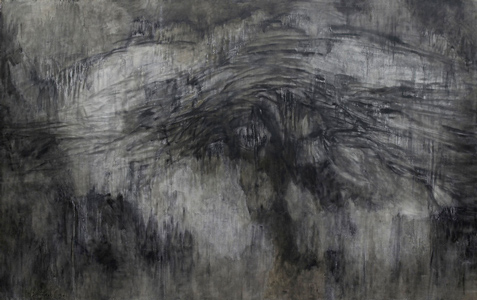
La Sorcière de la pluie, 1960.

En 1959, Dmitrienko achète le château abandonné de Nivillers, près de Beauvais dans l’Oise. Il installe son atelier dans les anciennes orangeries. Le paysage autour montre des plaines désolées traversées par des tornades de pluie. Il les peint dans la série des « Pluie » et des « Tornade » : Pluie dorée, Terre de pluie, Ciel de pluie, Pluie fine, Pluie de pierre, Pluie brulée datent tous de 1960. Suivront les Pluies grises et les Fantômes de la pluie où, telles des apparitions, des silhouettes humaines se détacheront des éléments naturels, pour la première fois.
1960 est une année déterminante pour Dmitrienko. Sa technique picturale, aussi, change radicalement. Auparavant il peignait avec des glacis successifs, sur une toile cérusée, ce qui donnait à son œuvre un aspect brillant et lumineux. Dorénavant il travaillera en jus léger, ou en épaisseur au couteau, quasiment sans aucun repentir, sur une toile absorbante, préparée à la colle de peau. La matité des tableaux obtenus par cette technique est foncièrement déterminante pour la suite de son œuvre. L’émergence de l’homme comme sujet de l’œuvre se fait aussi dans le changement radical de sa manière de peindre.
En 1960, aussi, naît son fils Rurik.
En 1961, Dmitrienko est l'un des lauréats de la première biennale de Paris qui s'est tenue en 1959.
Cette période se clôt sur trois très grandes toiles (180 × 300 cm) de 1961 : La Ville (sur le quai), La Sorcière de la pluie, Tendre est la pluie qui sont exposées, l’année suivante, à la galerie Creuzevault. Elles annoncent les « Présence ».

### Les « Présence »
En 1960, La Sorcière de la pluie est une œuvre « bascule ». Le peintre quitte le paysagisme abstrait — lyrique ou poétique — pour entrer dans celui plus subtil, moins aisé à saisir, des « surfaces d’expectative », où au sein d’un vaste bain de peinture noir, gris et blanc, apparaît dans le réseau dense de signes parallèles verticaux noirs, un second réseau, à l’horizontale de la toile, un halo incertain raciné au centre presque du tableau ; une trace, une aura, une présence.
De fait « Ce que je cherche, c'est l'aura, » confie Dmitrienko en 1962, « rien de plus, rien de moins, je l'ai cherché dans les éléments naturels, la terre, l'eau, le feu, la pluie — La Sorcière de la pluie est la fin d'un cycle et le début d'un autre — je cherche maintenant la "présence" humaine — l'"aura" — le visage ne m'intéresse pas ».
Il rejoignait ainsi la pensée de Walter Benjamin qui notait :

« Trace et aura, la trace est l'apparition d'une proximité, quelque lointain que puisse être ce qui l'a laissé. L'aura est l'apparition d'un lointain quelque proche que puisse être ce qui l'évoque. Avec la trace, nous nous emparons de la chose ; avec l'aura, c'est elle qui se rend maître de nous. »

Les « Présence » sont des formes d’abord rectangulaires puis plutôt ovales — « Faces sans faces » note Jean-Claude Marcadé — qui se manifestent entre la surface de la toile et celle de la peinture : des trouées qui sont aussi des espaces où les pâtes ont fui et où ne reste qu’une économie subtile du métier, une matière fine, transparente, en jus, riche de ce qu’elle ne recouvre plus mais dévoile et dissocie. Pluie présence de 1962 et Présence rouge, de 1964 en sont des exemples.
Des « Présence » vont surgir formellement les « Blocdom » (un jeu sur les mots bloc et homme) qui ancrent solidement les volumes immatériels des premières sur la surface du tableau. L’homme et son corps font leur apparition, massifs, cernés de noir emplissant alors la quasi-totalité de la surface picturale, conjuguant le poids de l’empilement de leurs membres à la légèreté grise et colorée, très travaillée de la matière picturale. Seul, en couple, à trois, marchant liés, sans identité : Présence II : Blocdom, 1962, Om seul, 1962 ; écorchés où s’élèvent les rouges profonds : L’Écorché, 1962, aveuglés, et de forts traits noirs barrent leur face : Les Aveugles, 1962.
Aucun critique ne comprit alors que le peintre, en divorçant de l’école de Paris, en installant progressivement des « Présence » humaines débordant la sphère privée, s’essayait à un nouveau dialogue : celui de l’abstraction et de l’histoire. Une voie que suivaient également ses contemporains — Bernard Dufour, Antonio Saura ou Manolo Millares — et qui se révèle, à l’analyse, pas si éloignée de quelques-uns parmi ses prédécesseurs — Georges Rouault, Jean Fautrier ou Jean Dubuffet.
Ainsi, en 1962, l'exposition à la galerie Creuzevault se solde par un échec commercial devant l'incompréhension de la critique. Dmitrienko est obligé de vendre le château de Nivillers, réquisitionné par la préfecture de l'Oise pour accueillir 150 harkis fuyant l'Algérie. Il passe un premier hiver avec sa famille à Ibiza où il installe un atelier ; il y travaillera la moitié de l’année jusqu’en 1971 ; il y rencontre les artistes, Karl Fred Dahmen, Manuel Hernández Mompó, Manolo Millares, Douglas Portway, Bob Thompson, Frans Krajcberg, etc.

De ce fait, Dmitrienko n’exposera plus à Paris jusqu’en 1973. En 1978, seulement, un texte de Georges Boudaille commente les « Présence » et les « Blocdom » : 

« de larges formes, amples, profondes, inquiétantes parce que sortant du clair-obscur d’un fond presque noir comme des apparitions surgies de la nuit. Plus de pâte, mais des jus fluides et transparents ; […] Ce qui se voulait dans son esprit réalité de l’homme demeurait primitif, monolithique et immatériel à la fois comme l’image d’une statue mal ébauchée, et pouvait faire penser à l’œuvre de Eugène Dodeigne par exemple. »

En revanche les galeries, instituts et musées de Milan, Lucerne, Lima, Madrid, Bruxelles ou Ibiza accrochent ces toiles et les vendent. « Je reçois, malgré moi, la figure de l'homme », avait-il écrit de Lima, au Pérou, en 1967.
Deux ans avant son décès prématuré, Pierre Dmitrienko reviendra sur cette période :

« Ai essayé de définir à N. (Georges Noël) ce qui me hante depuis dix ans, « la présence humaine ». M. (Margit Rowell) a parlé d'icônes, ce qui m'a touché. Lui ai dit que je ne me sentais dans aucune formule en "isme", que des aventures esthétiques ne me concernaient point, que définir la présence humaine pouvait se traduire avec beaucoup d'images différentes car chaque présence est différente et conditionne ses signes propres. »

### La peinture et l'histoire
« HOMO HOMINI LUPUS »

« Violences, Fusillés, Massacrés, Torturés, Baillonnés, Troués, Faces déchirées, Prisonniers, Bourreaux, Victimes, vous, vous, moi, vivants en sursis et d'un jour à l'autre, morts sans raison essentielle. Férocité. Réalité terrible de la face humaine sous cet épiderme trompeur. Vous faire percevoir ce que nous sommes ou pouvons être. Provoquer en vous un désir profond de rédemption et de grâce et ne plus jamais être le loup. »

— Texte publié à l'occasion de l'exposition Dmitrienko à la galerie Ivan Spence, Ibiza, 1969
Pierre Dmitrienko signe ce texte en juillet 1969. S'il n'a jamais été officiellement politisé, Dmitrienko se veut un citoyen-témoin. Écritures, signes forts et graphismes vont se manifester dès 1965, sur de grandes toiles.
Il passe ainsi de la douce Jeune fille rougissante de 1965 à des témoignages plus violents, tels les « Voyant », les « Fusillé » ; Le Bourreau, El Fuerte ou L'Angoisse blanche de 1967.
La relation continue que le peintre entretient avec l'histoire est celle d'un monde où l'on torture, bâillonne, assassine et fusille. En Amérique latine, pendant la guerre du Viêt Nam, lors du printemps de Prague et de la guerre du Biafra — voire en France, lors de l'enlèvement devant la brasserie Lipp de Mehdi Ben Barka, le 29 octobre 1965. Les tableaux deviennent autant de plaies qui saignent comme vont désormais devenir plaies les « faces sans faces » aux yeux dissimulés sous des bandeaux noirs, aux bouches muselées de baillons rouges, craquelées de cicatrices.
Le Cri avait prévenu ; mais le peintre va plus loin encore. Et l'opposition noir/rouge/blanc ordonne désormais ses toiles.
Une lettre de 1966 scande la couleur comme on ferait un poème :
Sang de vie

Sang de mort

Sang de peur

(la peur cache l'horizon)

Sang de joie

Sang des femmes

Sang des hommes

bon sang

mauvais sang

et après le sang tous les sangs : le ROUGE

..............

Différence entre tache rouge et fond rouge

Le premier réaliste, le deuxième spiritualiste

(essence même du sang)

Rouge vif : sang de vie

Rouge pourpre : sang de mort.
Pressentant une grave escalade des tensions au Moyen-Orient qui mèneront à la guerre du Kippour (6 octobre 1973), le peintre produit, en 1972, le grand polyptyque des Ensablés où six visages clairs sont mangés par le sable sombre du désert. Ce sera son dernier tableau d'histoire et, dans le même temps, une œuvre « bascule » qui ouvre le temps des « Blasons » et des « Icônes », l'abandon de l'homme et « l'acceptation de l'or » qui, il l'espérait, aurait fait « sortir l'homme de son tombeau et l'aurait fait cheminer vers la lumière. »

### « Blasons »
En 1964, Dmitrienko fait un voyage au Japon à l’occasion de la biennale des jeunes peintres à Tokyo puis, en 1967, un voyage au Pérou (pour l'exposition IAC, à Lima) ainsi qu'à New York, où il rencontre Rothko.
1968 le conduit au Maroc. Au retour, il peint la série des « Marocaines ».
En 1969, Dmitrienko rencontre à Ibiza Conrad Marca-Relli avec qui il se lie d’amitié. Il quitte Ibiza, qui commence à être envahie par le tourisme de masse, deux ans après.
1972 correspond au début des « Blasons ». C'est aussi l'année où l'artiste tombe malade.
L'utilisation de l'or correspond au moment où le peintre décide d'abandonner toute narration, toute référence à l'humain pour, paradoxalement, en faire surgir l'être. Il choisit alors de tracer non plus l'homme mais ses hiéroglyphes distinctifs, ses armoiries emblématiques : les écus de peinture que sont Blason noir et or, Blason Noûs, (du nous grec, synonyme d'esprit), Blason, datent tous de 1972.
Il peint Momie en 1973, qui sera sa dernière toile.
Pierre Dmitrienko meurt le 15 avril 1974, d'un cancer, dans son atelier de la place de la Bastille à Paris, peu avant son quarante-neuvième anniversaire.

### « Quatre Russes à Paris »
En 1984, dix ans après sa mort, la galerie Melki rassemble « Quatre Russes à Paris ». On y trouve André Lanskoy, Serge Poliakoff, Nicolas de Staël et Dmitrienko.
« Les formes et les couleurs qu'un Dmitrienko conçoit ne viennent-elles pas d'un monde qui est, par rapport à nous, un ailleurs ? » interroge Dora Vallier dans le catalogue.

Ailleurs, l'artiste y est parti. Pourtant, il demeure présent. En 1967, Claude Roy préfaçait une exposition à Madrid avec ces quelques mots : 

« Quelqu'un passe, écoute, se tait et parle en se taisant : Dmitrienko est là. »

### Gravure
Pierre Dmitrienko, dont le dessin se développait, jusqu'à la fin de la guerre, exclusivement en peinture, va, à partir de 1948, étudier l’approche graphique du trait, en gravure.
En 1959, il achète la presse à gravures de Jean de Brunhoff et l’installe dans son atelier du château de Nivillers. En sortiront les aquatintes de 1960-1961 : Pluies ; Les Folles Lunes ; Paysage Japon. Puis les burins Les Prisons de 1961.
Nivillers vendu, le peintre ne réutilisera sa presse qu’à partir de 1964, dans un ancien atelier d’ébéniste de la place de la Bastille, où il commence plusieurs séries de burins et d’aquatintes : Hommage à Beckett, Le Jeune Homme, Présences, Les Aveugles.
Il réalise également ses premières lithographies à l’atelier Pons : Présence rouge, 1964. Puis gravures et lithographies seront éditées chez Maeght — avec la technique du carborundum —, à l'atelier Lacourière, où Christian Fossier le familiarise avec l’aérographe, chez London Arts Grahics, Adrien Maeght, Peter Bramsen, Pierre Badet et aux éditions du Damier. Il édite aussi lui-même.
L’inventaire de l’œuvre gravé de Pierre Dmitrienko compte 223 estampes, parmi lesquelles 19 lithographies et une sérigraphie. 88 sont éditées, 135 restent à l’état de bon à tirer.

### Sculpture
C'est à partir de 1965, et en utilisant le marbre, la pierre, l'ivoire, le bois, la terre et le bronze, que Pierre Dmitrienko s'emploie, parallèlement à la peinture, à la sculpture. S'érigent alors des formes massives et souples, toutes en courbes, lovées ou bien étirées et tendues, à l'impeccable fini, aux ombres portées étudiées.
Les sculptures reprennent les thèmes passés de la peinture (Blocdom : Couple, terre cuite, 1965 ; Conversation, 1968, bronze poli ; La Dame de l'Aube, 1971, bois), ceux à venir (Bouche d'Ombre, pierre ; Casque, bronze ; Cri II, pierre, toutes trois de 1970) et d'autres, sensuelles et ludiques (Petit Ventre d'or, bronze patiné, 1968 ; La Danse, terre cuite, 1970 ; Ventre blanc, marbre, 1972-1973) témoignent autant d'une maîtrise des matières que d'un plaisir du faire.

## Citations
- « J’ai l’impression que pour saisir l’immanence de l’homme, sa réalité intérieure, sa présence, cela ne peut se faire que si j’arrive à libérer complètement la figure du figuratif. Il me faut pour cela trouver une écriture. Une écriture visible, débarrassée de la narration, affranchie du temps et de l’espace. »
- « Je recherche une écriture, une écriture de l’homme. Des signes qui auraient la puissance de pouvoir être compris au-delà du langage propre à chacun, capable de définir d’un seul regard une situation, un état, une expérience. Écriture qui, en quelques signes, serait la quintessence de l’être. »
- « Je repense à ce jeune Allemand qui m’a acheté un fusillé pour que son fils futur vive avec ce tableau et ne puisse être jamais le fusilleur. Cela correspondait parfaitement au but que je me proposais à cette époque et j’ai écrit un petit texte pour une exposition chez Ivan Spence (Homo, Homini, Lupus). J’ai cru comprendre que ce jeune homme avait eu à souffrir pendant la guerre et que des membres de sa famille avait été des fusilleurs. Sentiment de culpabilité, bien que lui-même n’ait rien fait, à cause de son âge. »
- « J’ai le sentiment quelquefois que l’art est un domaine totalement étranger au monde, qu’il ne peut agir sur la réalité et qu’il ne peut se confronter aux activités humaines en général. Seul une prise de conscience de sa nature propre peut amener l’homme à sa remise en question, à l’action. L’art n’y arrive que très rarement ou trop peu. J’espère simplement de temps en temps que mes tableaux peuvent y parvenir non pas en montrant la réalité visible, mais bien ce qui est derrière la face humaine, ce qui transpire en elle, ce qui quelquefois peut nous paraître étrange. J’aimerais éveiller chez l’homme un soupçon sur sa nature. »
- « Je ne cherche pas à ce que l’élément historique soit constitutif de mon œuvre, mais j’ai le sentiment que malgré ma volonté de situer l’homme dans aucun lieu défini, ni lui signifier par aucun signe extérieur l’appartenance à un évènement particulièrement reconnaissable, je ne peux m’empêcher de penser que ce sont des êtres “historiques”, authentiques et qu’ils n’échappent pas au contenu historique de mon époque. Ils le sont d’autant plus lorsque la forme est expressionniste. J’aimerais arriver à les faire sortir de cette “histoire” parfois trop humaine. »
- « Si j’arrive à discerner chez l’homme sa part divine, je crois que je gagnerai la joie, et par là peut-être pourrais-je quelque chose pour eux. Sinon je resterai avec leurs souffrances et leur angoisse, je serai moi-même dans l’angoisse et ne leur serai en aucune façon bénéfique. Je pense que mes tableaux les plus bénéfiques sont les tableaux statiques. Dès que la figure se déplace dans un mouvement, apparaissent l’angoisse et la souffrance. Ceux-là, à l’extrême limite, peuvent devenir maléfiques il faudrait avoir le courage de les détruire Je le fais souvent mais pas pour tous. »
- « Poliakoff a été un peintre d’icônes et a eu l’élégance et le courage d’utiliser le jaune solaire. Je pense que c’était pour lui sa façon d’être un mystique du XXe siècle. Mais ces jaunes sont aussi beaux que l’or. Sans refuser son héritage il n’a pas voulu se servir des mêmes moyens. Un grand maître comme lui pouvait se le permettre. Pour moi j’essaierai le jaune quand il fera partie de moi comme le rouge et le noir, et que je ne pourrai pas lui échapper. »
- « Je crois que je suis petit à petit conduit à abandonner l’homme dans mon travail. Pendant de longues années j’ai peint le haut de mes tableaux en noir généralement, sauf quelques échappées de temps en temps. C’était pour moi formuler une situation de l’homme dans une zone indéterminée, une espèce de no man’s land. Par là j’ai pensé le situer en dehors de tout lieu géographique qu’une couleur pouvait suggérer et le rendre de ce fait trop descriptif. Quelques tableaux n’ont pu y échapper et j’ai du me résoudre à laisser cet homme là dans un espace défini par une couleur. Rarement. Le fond, la plupart du temps, était divisé en deux par une diagonale de chaque côté. Suivant la hauteur de ces diagonales dans le tableau, l’homme était soit encore profondément enraciné soit déjà sorti de sa gangue. Quelquefois le fond était uni, et l’homme devenait assez immatériel, surtout au début de ma recherche vers 1964 (le silence). »

Les citations de Pierre Dmitrienko proviennent des carnets de l'artiste, conservés dans les archives de l'œuvre. Ces citations ont été publiées dans différents ouvrages sur Pierre Dmitrienko.

## Expositions

### Expositions particulières
- 1950 : Lausanne, galerie de la Paix
- 1952 : Bruxelles, galerie Ex-Libris
- 1953, 1954, 1956, 1958 : Paris, galerie Lucien Durand
- 1958, 1959, 1960, 1961 : Paris, galerie Jacques Massol
- 1961 : Londres, galerie Mac Roberts Tunnard
- 1961 : Los Angeles, galerie Gilles de Turenne
- 1962 : Ibiza, galerie Ivan Spence
- 1962 : Copenhague, galerie Kobenhavn
- 1962 : Paris, galerie Creuzevault
- 1963 : Milan, Galleria del Navigllo
- 1965 : Ibiza, galerie Ivan Spence
- 1966 : Lucerne, galerie Raeber
- 1966 : Toulouse, galerie Galia
- 1967 : Lima, Instituto de Arte Contemporanea.	Madrid, galerie Juana Mordo
- 1968 : Bruxelles, Palais des beaux-arts
- 1969 : Lucerne, galerie Raeber. Nancy, librairie des Arts. Ibiza, galerie Ivan Spence
- 1970 : Ibiza, galerie Can’Pablo
- 1971 : Bruxelles, galerie porte de Jade - « Gravures »
- 1973 : Paris, galerie 55 - « Gravures ». Paris, galerie 55 - « Petits formats »
- 1974 : Paris, La Tortue - « Gravures ». Marcq-en-Baroeuil, centre artistique Septentrion
- 1975 : Paris, galerie Albert Verbeke. Paris, galerie Biren - « Gravures ». Lucerne, galerie Raeber
- 1978 : Luxembourg, galerie la Cité - « Gravures ». Bâle, galerie Carl Van der Voort. Auvernier, galerie Numaga. Paris, galerie Albert Verbeke.
- 1980 : Luxembourg, galerie la Cité
- 1984 : Toulon, musée de Toulon
- 1984 : Paris, Fondation Nationale des Arts Graphiques et Plastiques.
- 1986 : Bâle Art’86, galerie Ditesheim
- 1988 : Paris, galerie Arlette Gimaray
- 1997 : Musée d’art moderne de Troyes. Musée de Sens, Palais synodal[60]
- 2002, 2004 : Paris, galerie Henry Bussière. Paris, galerie Henry Bussière
- 2005 : Paris, galerie Le Minotaure[61]
- 2009 : Paris, galerie Christophe Gaillard, « L'assassinat du Biafrais »

### Musées
- Paris, musée national d’art moderne, Centre national d'art et de culture Georges-Pompidou
- Paris, musée d'art moderne de la ville de Paris
- Paris, Centre national d’art contemporain
- Paris, Fonds national d’art contemporain
- Paris, Bibliothèque nationale de France
- Marseille, musée Cantini
- Saint-Paul-De-Vence, fondation Maeght
- Dijon, musée des beaux-arts
- Nantes, musée des beaux-arts, collection Gildas Fardell :
- Nice, musée d'art moderne et d'art contemporain
- Bruxelles, musées royaux des beaux-arts de Belgique
- Tel Aviv, Israël, Tel Aviv Museum of Art
- Santiago, Chili, Museo de la Solidaridad, Salvador Allende
- Skopje, Macédoine, musée d’art moderne
- Londres, Tate Gallery
- New York, Museum of Modern Art
- Melbourne, Museum of Modern Art of Australia
- Mexico, musée d’art moderne

### Sélections biennales et prix
- 1958 : exposition internationale de Bruxelles, pavillon français
- 1959 : biennale de Paris
- 1960 : prix Marzotto (Italie)
- 1960 : biennale de Venise
- 1960 : prix Guggenheim, New York
- 1961 : biennale de São Paulo
- 1961 : Prix Carnegie, New York
- 1964 : biennale de Tokyo
- 1965 : prix Carnegie, Pittsburgh

- Participation aux Salon de mai, salon des Réalités Nouvelles, salon des Grands et Jeunes d’Aujourd’hui, Salon d’octobre, etc.

### Prix
- 1954 : Prix Pacquement
- 1960 : 2e prix Marzotto,
- 1961 : Lauréat[62] de la première biennale de Paris (1959)
- 1964 : 1er prix de la biennale des Jeunes Peintres à Tokyo
- 1966 : Médaille de la biennale d’Alexandrie[63]

## Réalisations monumentales
- Vitraux de l'église de Villers-Carbonnel (Somme)
- Sculpture du collège Saint-Louis à La Calade, Marseille (Egger architecte)
- Hall dans l’hôtel de Vaudreuil, Paris (Fermier architecte)
- Fresque murale pour le Collège d'Enseignement Technique Marcel Pagnol de Montsoult (Guillemault architecte)[64]